# 卢瓦唐日
卢瓦唐日（法語：Louvatange，法語發音：[luvatɑ̃ʒ]）是法国汝拉省的一个市镇，属于多勒区。

## 地理
卢瓦唐日（47°11'47"N, 5°43'2"E）面积3.31 平方千米，位于法国勃艮第-弗朗什-孔泰大區汝拉省，该省份为法国东部内陆省份，北起上索恩省，西北接科多尔省，西临索恩-卢瓦尔省，南至安省，东与杜省和瑞士接壤。
与卢瓦唐日接壤的市镇（或旧市镇、城区）包括：罗曼、当皮埃尔、让德雷、朗绍、蒙泰普兰。

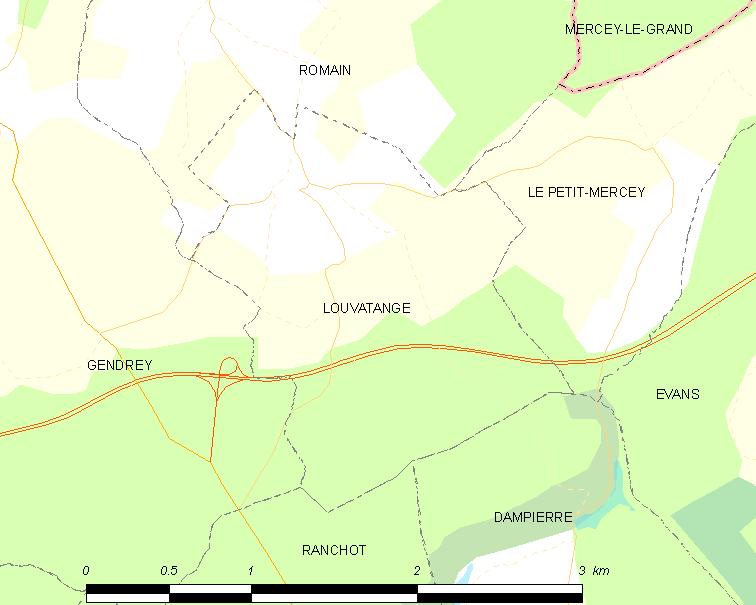
卢瓦唐日的OSM定位图

卢瓦唐日的时区为UTC+01:00、UTC+02:00（夏令时）。

## 行政
卢瓦唐日的邮政编码为39350，INSEE市镇编码为39302。

## 政治
卢瓦唐日所属的省级选区为欧蒂姆县。

## 人口

1962-2008年间卢瓦唐日人口变化图示

卢瓦唐日于2022年1月1日时的人口数量为110人。